# Gemeindevertretungs- und Bürgermeisterwahlen in Salzburg 2014
Die Gemeindevertretungs- und Bürgermeisterwahlen in Salzburg 2014 wurden im Land Salzburg am 9. März 2014 durchgeführt. Von den 119 Salzburger Gemeinden kandidierte die ÖVP und die SPÖ in je 117, die FPÖ in 104, die Grünen in 37 und die NEOS in vier Gemeinden.

## Voraussetzungen

### Ausgangslage
Bei den Gemeindevertretungs- und Bürgermeisterwahlen in Salzburg 2009 ging die ÖVP mit einem Zugewinn von 1,6 Prozent und 44,7 Prozent der Gesamtstimmen als stärkste Partei der Gemeindevertretungswahl hervor. Die SPÖ verlor hingegen 6,0 Prozent und kam nur noch auf 31,9 Prozent. Die FPÖ konnte 2,2 Prozent zulegen und belegte mit 10,8 Prozent den dritten Platz vor den Grünen, die 6,9 % erreichten und somit stagnierten. Sonstige Parteien erzielten bei der Gemeindevertretungswahl 5,7 Prozent, wobei das BZÖ auf 1,2 Prozent kam. Nach der Bürgermeisterwahl stellte die ÖVP 93 Bürgermeister (+ 2), die Kandidaten der SPÖ siegten in 22 Gemeinden (−3) und sonstige Parteien in vier Gemeinden (+2), während die FPÖ ihren einzigen Bürgermeister verlor.

### Wahlrecht
Bei den Gemeindevertretungs- und Bürgermeisterwahlen waren jene Personen aktiv wahlberechtigt, die am Tag der Wahl, dem 9. März 2014, das 16. Lebensjahr vollendet hatten und zum Stichtag (19. Dezember 2013) in das Wählerverzeichnis der jeweiligen Gemeinde eingetragen waren, wahlberechtigt. Außerdem durften sie nicht vom Wahlrecht ausgeschlossen sein. Wie bei den Landtagswahlen waren auch bei den Gemeindewahlen Auslandsösterreicher nicht wahlberechtigt. Wer zwischen 20. Dezember 2013 und 9. März 2014 innerhalb von Salzburg übersiedelte und ummeldete, war für die Gemeindevertretungs- und Bürgermeisterwahl in seiner früheren Heimatgemeinde, nicht jedoch in der neuen Heimatgemeinde wahlberechtigt. Wer in dieser Zeit aus einem anderen Bundesland nach Salzburg zog, war hingegen bei den Gemeindewahlen nicht wahlberechtigt. Umgekehrt konnten Personen, die zwischen 20. Dezember 2013 und 9. März 2014 in ein anderes Bundesland übersiedelten, die Gemeindevertretung und den Bürgermeister bzw. die Bürgermeisterin ihrer früheren Heimatgemeinde wählen.
Das passive Wahlrecht bei den Gemeindevertretungs- und Bürgermeisterwahlen 2009 steht all jenen Personen zu, die selbst wahlberechtigt sind und das 18. Lebensjahr vollendet haben. Für das Amt des Bürgermeisters sind jedoch nur österreichische Staatsbürger zugelassen.

## Ergebnis der Gemeindevertretungswahl

### Ergebnisse nach Partei

#### Ergebnisse der ÖVP
Die Österreichische Volkspartei (ÖVP) erreichte bei den Gemeindevertretungswahlen 42,8 Prozent, was exakt ihr Durchschnittswert seit 1949 ist und büßte insgesamt 1,9 Prozent ihrer Stimmen ein, wobei sich die Verluste höchst unterschiedlich über die Salzburger Bezirke verteilten. So verlor die ÖVP in der Stadt Salzburg 8,4 Prozent und musste hier ihr bisher schlechtestes Ergebnis hinnehmen. Im Bezirk Tamsweg gewann sie hingegen 6,0 Prozent hinzu, wobei die ÖVP insbesondere vom Wahlerfolg in der Bezirkshauptstadt Tamsweg (+13,7 Prozent) profitierte. Die zweithöchsten Verluste musste die ÖVP mit −1,5 Prozent im Bezirk Salzburg-Umgebung hinnehmen, dahinter folgten der Bezirk Hallein (−1,2 Prozent) und der Bezirk St. Johann im Pongau (−1,1 Prozent). Im Bezirk Zell am See konnte die ÖVP hingegen um 0,1 Prozent zulegen. Insgesamt konnte die ÖVP in fünf von sechs Bezirken die relative Stimmenmehrheit erreichen, wobei sie in den Bezirken Tamsweg (54,1 Prozent), Hallein (53,3 Prozent) und Salzburg-Umgebung (51,0 Prozent) die absolute Stimmenmehrheit erreichen konnte. Dahinter folgten die Bezirke St. Johann (48,8 Prozent), Zell am See (40,9 Prozent) und Salzburg Stadt (19,4 Prozent).
Insgesamt konnte die ÖVP in 51 Gemeinden zulegen, während sie in 66 Gemeinden verlor. In neun Gemeinden konnte die ÖVP mehr als 10 Prozent gewinnen, wobei sie in Krispl um 17,2 Prozent, in Lend um 16,3 Prozent und in Hintersee um 14,1 Prozent zulegen konnte. Im Gegenzug büßte die ÖVP in neun Gemeinden 10,0 oder mehr Prozente ein. So verlor die ÖVP in Werfenweng 18,2 Prozent, in Göming 17,5 Prozent und in Ebenau 16,9 Prozent ein. Des Weiteren verbuchte sie in Untertauern mit 15,6 Prozent, in Weißpriach mit 15,0 Prozent und in Saalbach-Hinterglemm mit 12,7 Prozent überdurchschnittliche Verluste. Die höchsten Prozentanteile erreichte die ÖVP in den Gemeinden Göming mit 82,5 Prozent, in Plainfeld mit 75,2 Prozent und in Krispl mit 74,1 Prozent. Des Weiteren erzielte sie in Pfarrwerfen mit 71,9 Prozent, in Bergheim mit 71,3 Prozent und in St. Koloman mit 70,0 Prozent Spitzenergebnisse.
Bei den Bürgermeistern verlor die ÖVP 3, konnte jedoch 5 dazugewinnen (Abtenau, Bramberg, Leogang, Ramingstein und Werfen) und ihre Dominanz somit sogar leicht ausbauen auf 96 (plus 4 ÖVP-nahe).

#### Ergebnisse der SPÖ
Die Sozialdemokratische Partei Österreichs (SPÖ) bekam 28,5 Prozent, um 3,8 Prozent weniger als 2009 und erreichte das schlechteste Ergebnis seit 1949, wobei sie in allen Bezirken Verluste einfuhr. Den ersten Platz konnte die SPÖ in der Stadt Salzburg verteidigen, wobei sie hier mit 33,0 Prozent auch das zweitbeste Bezirksergebnis einfuhr. Mit 34,6 Prozent schnitt die SPÖ nur im Bezirk St. Johann besser ab, wobei die SPÖ auf Grund hoher Verluste im Bezirk Zell am See nur noch 32,6 Prozent erreichte. Hier hatte die SPÖ 2009 noch ihr bestes Ergebnis erzielt. Im Bezirk Hallein kam die SPÖ auf 26,0 Prozent, im Bezirk Tamsweg auf 24,7 Prozent und im Bezirk Salzburg-Umgebung auf 20,9 Prozent. Die stärksten Verluste verzeichnete die SPÖ im Bezirk Tamsweg (−6,4 Prozent). Dahinter folgten der Bezirk Zell am See (−5,6 Prozent) und die Bezirke Salzburg-Umgebung und Hallein mit je −3,3 Prozent. In der Stadt Salzburg verlor die SPÖ 2,8 Prozent, im Bezirk St. Johann im Pongau nur 1,0 Prozent. Trotz der starken Verluste konnte die SPÖ im Bezirk Zell am See mit 32,6 Prozent ihr bestes Ergebnis einfahren.
Insgesamt konnte die SPÖ in 26 Gemeinden zulegen, während sie in 91 Gemeinden verlor. In 17 Gemeinden konnte die SPÖ eine relative Mehrheit erzielen, wobei sie in Schwarzach im Pongau mit 73,9 Prozent ihr bestes Ergebnis erreichte. Dahinter folgten Bürmoos mit 63,2 Prozent, Bischofshofen mit 60,1 Prozent, Mühlbach am Hochkönig mit 56,3 Prozent und Lend mit 51,4 Prozent. Ihre höchsten Gewinne konnte die SPÖ in Göming mit einem Plus von 17,5 Prozent erzielen. Dahinter folgten Bürmoos mit 16,8 Prozent, Rauris mit 14,2 Prozent, St. Margareten im Lungau mit 13,2 Prozent und Bischofshofen mit 11,6 Prozent. Massive Verluste verzeichnete die SPÖ hingegen in Wald im Pinzgau bzw. Fusch an der Glocknerstraße, wo sie 26,2 bzw. 21,0 Prozent Stimmenanteile verlor. Des Weiteren verlor die SPÖ in Lend (- 16,3 Prozent), in Bad Gastein (−14,2 Prozent) und Ramingstein (−13,7 Prozent) stark an Stimmen.
Bei einem Verlust von 5 Bürgermeistern gewann die SPÖ 3 (Bischofshofen, Mühlbach/Hochkönig und Rauris) und stellt insgesamt noch 19.

#### Ergebnisse der NEOS
Die NEOS traten nur in Abtenau (4,0), Obertrum (6,0), Hallein (10,1) und der Landeshauptstadt (12,4) an. In dieser errangen sie sogar einen Stadtrat (mit 6 Stimmen Vorsprung zur FPÖ!) und schnitten in den Hochburgen der ÖVP am besten ab (Gneis 18,4; Aigen 17,1; Riedenburg 15,4; Parsch 15,1).

### Gesamtergebnis
|                                              | Ergebnisse 2014 | Ergebnisse 2014 | Ergebnisse 2014 | Ergebnisse 2009 | Ergebnisse 2009 | Ergebnisse 2009 | Differenzen | Differenzen | Differenzen |
| -------------------------------------------- | --------------- | --------------- | --------------- | --------------- | --------------- | --------------- | ----------- | ----------- | ----------- |
| Wahlberechtigte                              | 421.650         | 421.650         | 421.650         | 406.397         | 406.397         | 406.397         | + 15.253    | + 15.253    | + 15.253    |
| Wahlbeteiligung                              | 64,81 %         | 64,81 %         | 64,81 %         | 72,14 %         | 72,14 %         | 72,14 %         | - 7,33 %    | - 7,33 %    | - 7,33 %    |
|                                              | Stimmen         | %               | Mand.           | Stimmen         | %               | Mand.           | Stimmen     | %           | Mand.       |
| Abgegebene Stimmen                           | 273.265         |                 |                 | 293.160         |                 |                 | − 19.895    |             |             |
| Ungültig                                     | 9.925           | 3,63 %          |                 | 9.728           | 3,32 %          |                 | + 197       | + 0,31 %    |             |
| Gültig                                       | 263.340         | 96,37 %         |                 | 283.432         | 96,68 %         |                 | + 9.176     | - 0,31 %    |             |
| Partei                                       |                 |                 |                 |                 |                 |                 |             |             |             |
| Österreichische Volkspartei (ÖVP)            | 112.664         | 42,78 %         | 1.078           | 126.728         | 44,71 %         | 1.102           | − 14.064    | − 1,93 %    | − 24        |
| Sozialdemokratische Partei Österreichs (SPÖ) | 74.968          | 28,47 %         | 572             | 90.387          | 31,89 %         | 642             | − 14.064    | − 3,42 %    | − 70        |
| Freiheitliche Partei Österreichs (FPÖ)       | 32.191          | 12,22 %         | 252             | 30.541          | 10,78 %         | 196             | + 1.650     | + 1,44 %    | + 56        |
| Die Grünen – Die Grüne Alternative (GRÜNE)   | 20.917          | 7,94 %          | 103             | 19.652          | 6,93 %          | 62              | + 1.265     | + 1,01 %    | + 41        |
| Sonstige Listen                              | 22.600          | 8,58 %          | 111             | 16.124          | 5,69 %          | 108             | + 6.476     | + 2,89 %    | + 3         |
| Gesamt                                       | 263.340         | 100,00 %        | 2.116           | 283.432         | 100,00 %        | 2.116           | − 20.092    |             | ± 0         |

## Ergebnisse der Bürgermeisterdirektwahl

### 1. Wahlgang
| Wahlberechtigte                              | 421.650 | 421.650  | 406.397 | 406.397  | + 15.253 | + 15.253 |
| Wahlbeteiligung                              | 64,81 % | 64,81 %  | 72,15 % | 72,15 %  | - 7,34 % | - 7,34 % |
|                                              | Stimmen | %        | Stimmen | %        | Stimmen  | %        |
| Abgegebene Stimmen                           | 273.265 |          | 293.212 |          | − 19.947 |          |
| Ungültig                                     | 14.430  | 5,28 %   | 13.666  | 4,66 %   | + 764    | + 0,62 % |
| Gültig                                       | 258.835 | 94,72 %  | 279.546 | 95,34 %  | − 20.711 | − 0,62 % |
| Partei                                       |         |          |         |          |          |          |
| Österreichische Volkspartei (ÖVP)            | 135.633 | 52,40 %  | 148.654 | 53,18 %  | − 13.021 | − 0,78 % |
| Sozialdemokratische Partei Österreichs (SPÖ) | 74.547  | 28,80 %  | 91.686  | 32,80 %  | − 17.139 | − 4,00 % |
| Freiheitliche Partei Österreichs (FPÖ)       | 13.692  | 5,29 %   | 9.557   | 3,42 %   | + 4.135  | + 1,87 % |
| Die Grünen – Die Grüne Alternative (GRÜNE)   | 12.471  | 4,82 %   | 12.436  | 4,45 %   | + 35     | + 0,37 % |
| Sonstige Listen                              | 17.835  | 6,89 %   | 14.244  | 5,50 %   | + 3.591  | + 1,39 % |
| NEIN                                         | 4.657   | 1,80 %   | 2.969   | 1,06 %   | + 1.688  | + 0,74 % |
| Gesamt                                       | 258.835 | 100,00 % | 279.546 | 100,00 % | - 20.711 |          |

### 2. Wahlgang
| Wahlberechtigte                              | 122.492 | 122.492  |
| Wahlbeteiligung                              | 42,12 % | 42,12 %  |
|                                              | Stimmen | %        |
| Abgegebene Stimmen                           | 52.291  |          |
| Ungültig                                     | 1.479   | 2,83 %   |
| Gültig                                       | 50.812  | 97,17 %  |
| Partei                                       |         |          |
| Österreichische Volkspartei (ÖVP)            | 19.767  | 38,90 %  |
| Sozialdemokratische Partei Österreichs (SPÖ) | 27.396  | 53,92 %  |
| Die Grünen – Die Grüne Alternative (GRÜNE)   | 1.844   | 3,63 %   |
| Sonstige Listen                              | 1.805   | 3,55 %   |
| Gesamt                                       | 50.812  | 100,00 % |